# Salone Internazionale dell'Umorismo di Bordighera

Salone dell'umorismo Bordighera, esposizione dei libri di Guareschi (si riconoscono Cesare Perfetto e Dante Petrini)

Il Salone Internazionale dell'Umorismo di Bordighera è stato uno dei principali festival dedicati all'umorismo ed al disegno umoristico organizzati in Europa.
Nacque subito dopo la fine della seconda guerra mondiale, a Bordighera (IM) per iniziativa di Cesare Perfetto (9 luglio 1919 - 10 marzo 2005), personalità di spicco della vita culturale della Liguria intemelia, che intendeva contrapporre una manifestazione di contenuto culturale ai molti eventi di carattere mondano nati in quel periodo. 
Perfetto, giornalista di professione, romano di nascita ma bordigotto di adozione, era a quel tempo presidente del Circolo della Stampa, ed era molto attivo nel settore del turismo e delle manifestazioni culturali. Era anche l'agente di Raymond Peynet, noto disegnatore, ideatore dei famosi e romantici fidanzatini.
Il Salone fu inaugurato nel 1947, e si svolse per cinquantadue edizioni, fino al 1999, quasi sempre nella sede del Palazzo del Parco di Bordighera, tranne che negli anni dal 1993 al 1996, nei quali si tenne a Sanremo, a causa del mancato accordo fra gli organizzatori e l'amministrazione bordigotta. Consisteva nella presentazione di libri, eventi e disegni umoristici su un tema fisso, che cambiava ogni anno, e su tema libero. La giuria assegnava i premi: quelli di maggior prestigio erano la Palma d'Oro, il Dattero d'Oro, il Premio della Presidenza della Repubblica e quello del Consiglio d'Europa.
In pochi anni il Salone raggiunse una grande notorietà grazie al suo intento divulgativo ed alle iniziative di sostegno organizzate dal suo fondatore, tanto da divenire un punto di riferimento per molti umoristi di tutto il mondo, fra cui - novità nel panorama editoriale continentale - molti dell'Est europeo e, soprattutto, cinesi, in un periodo in cui gli scambi culturali erano ancora sottoposti a rigorosi controlli. 
Molti e molto noti i personaggi che parteciparono a vario titolo alle edizioni del Salone: attori, cantanti, scrittori ed umoristi, disegnatori (due nomi su tutti: Guillermo Mordillo, due volte premiato con la Palma d'Oro, e lo stesso Peynet), ma anche giornalisti e personaggi del mondo dello spettacolo e dello sport. 
Nel film Questo e quello l'attore Renato Pozzetto cita il Festival dell'umorismo di Bordighera. Fernanda Pivano, assidua frequentatrice, dedica al Salone numerose pagine nel suo "Diari".
Notevole è stata anche l’attenzione che le Istituzioni internazionali hanno voluto dedicare attraverso premi e riconoscimenti: dall’Alto Patronato della Presidenza della Repubblica Italiana conferito nel 1977, al Consiglio d’Europa, al Distinguished Award del National Cartoonists Society di New York.  Al termine di ogni edizione, la Presidenza del Consiglio d’Europa esponeva una selezione di disegni a Strasburgo e  poi in sedi istituzionali delle capitali europee, tra cui il Museo Van Gogh di Amsterdam, il Palazzo delle Nazioni Unite a Ginevra e il Kew Garden di Londra.
Nelle sue prime edizioni al Salone era abbinato anche un Festival del Cinema Comico ed Umoristico.